# 그루먼 F8F 베어캣

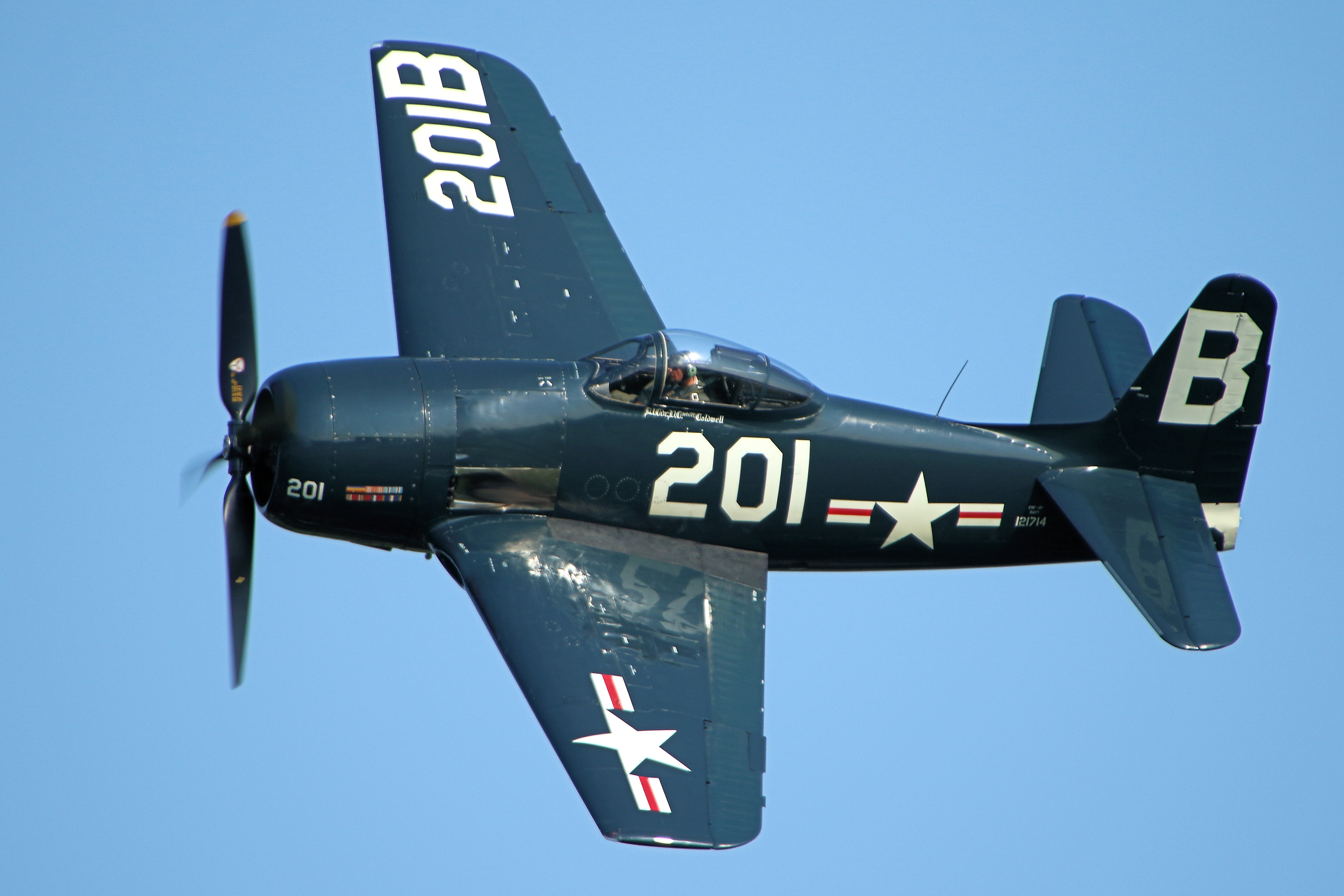
2016년 해군 기념일 비행에서의 F8F 베어캣

그루먼 F8F 베어캣(Grumman F8F Bearcat)은 제2차 세계 대전 후반에 도입된 미국의 단발 함상 전투기이다. 미국 해군, 미국 해병대, 다른 국가의 공군에서 20세기 중순에 서비스되었다. 그러먼 항공기의 마지막 피스톤 엔진 장착 전투기이다.
베어캣의 현대판은 피스톤 엔진 장착 전투기의 속도 기록을 깼다. 오늘날 베어캣은 군용 비행기 소유자와 에어 레이서들 사이에 인기가 있다.

## 종류
- XF8F-1
- F8F-1 Bearcat
- F8F-1B Bearcat
- F8F-1C Bearcat
- F8F-1D
- F8F-1(D)B Bearcat
- F8F-1E Bearcat
- XF8F-1N
- F8F-1N Bearcat
- F8F-1P Bearcat
- F3M-1 Bearcat
- F4W-1 Bearcat
- XF8F-2
- F8F-2 Bearcat
- F8F-2D
- F8F-2N Bearcat
- F8F-2P Bearcat
- G-58A/B

## 운용 국가
- 프랑스 프랑스 공군
- 태국 RTAF(Royal Thai Air Force)
- 미국
  - 미국 해군
  - 미국 해병대
- 남베트남 베트남 공화국 공군

## 같이 보기
- 그루먼